# Philipp Ferdinand Hamilton
Philipp Ferdinand Hamilton (ur. w 1664 r. w Brukseli (wtedy Niderlandy Austriackie), zm. 15 września 1750 w Wiedniu) – austriacko-belgijski malarz. 
Syn Jacoba Hamiltona. Nadworny malarz na dworze wiedeńskim, specjalizujący się w malowaniu zwierząt myśliwskich i martwej natury.